# Giorgio Petrosyan
Giorgio Petrosyan (10 de diciembre de 1985, Ereván) es un kickboxer ítalo-armeno que actualmente compite en la categoría de peso pluma de ONE Championship. Es reconocido por su tremendas habilidades técnicas, su destreza defensiva que lo ha visto vencer a los mejores strikers en el mundo sin recibir daño alguno. Desde noviembre de 2022, Combat Press posiciona a Petrosyan como el kickboxer #6 de peso ligero. Es reconocido como uno de los mejores kickboxers de todos los tiempos.
Luego de inmigrar a Italia desde Armenia a los trece años de edad, Petrosyan comenzó su carrera profesional como peleador de Muay Thai a los dieciséis, empezando a competir en -54 kg antes de trasladarse a la división de -70 kg, obteniendo múltiples títulos en el camino. Luego de derrota por decisión ante Nonthanan Por. Pramuk en el Lumpinee Stadium en enero de 2007, tuvo una racha de victorias que duró seis años y 42 peleas, considerado uno de los reinados más dominantes en la historia del deporte.
Transcionó al kickboxing y comenzó a competir en 2008 en It's Showtime y K-1, y se estableció como uno de los mejores pesos medios del mundo con victorias consecutivas en el Torneo de Campeonato de K-1 en 2009 y 2010. Se unió a Glory en 2012, cementando su lugar en la élite de -70 kg del kickboxing ganando el torneo Grand Slam de Peso Ligero de Glory de 2012.

## Primeros años
Nacido en Ereván, República Socialista Soviética de Armenia, Unión Soviética (ahora Armenia) el 10 de diciembre de 1985, como Gevorg Petrosyan, emigró a Italia a la edad de trece años con su padre, Andranik, y su hermano mayor, Stepan, llegando ilegalmente al país en la parte trasera de un camión. Inicialmente vivían sin hogar en Milán, durmiendo en estaciones de tren y en la calle, pero luego fueron acogidos por una familia en Gorizia que les ofreció trabajo como vigilantes nocturnos en su fábrica. Después de establecerse en Italia, pronto se le unieron su madre, Karine, su hermana Lianna y su hermano menor, Armen, quien también es campeón mundial de kickboxing.
Inspirado en las películas de artes marciales de Bruce Lee y Jean-Claude Van Damme, Petrosyan decidió comenzar a entrenar Muay Thai a los catorce años, pero al principio lo rechazaron del gimnasio por ser demasiado pequeño. Sin embargo, persistió y finalmente comenzó su entrenamiento con Alfio Romanut en el gimnasio Satori Gladiatorium Nemesis y tuvo su primera pelea a la edad de dieciséis años. Continúa residiendo en Gorizia, en el norte de Italia, y trabajó como albañil al principio de su carrera.

## Carrera

### Comienzos en el Muay Thai y carrera temprana (2002-2006)
Giorgio Petrosyan comenzó su carrera como peso gallo de -54 kg/119 lb a la edad de dieciséis años y derrotó a un boxeador italiano local en su debut en febrero de 2002, rompiéndose los dedos de los pies mientras lo hacía. Se convirtió en profesional poco después y competiría casi exclusivamente bajo las reglas del muay thai durante los siguientes cinco años. En su primera pelea por el título el 9 de noviembre de 2003, anotó un nocaut en el tercer asalto sobre Gionata Zarbo para ser coronado campeón nacional italiano de la Asociación de Muay Thai (MTA). Avanzando constantemente en peso y nivel de competencia, capturó el Campeonato Europeo MTA -65 kg/143 lb superando a Fabio Pinca en 2004 antes de hacer su única defensa exitosa del cinturón en febrero de 2005 con otra victoria por puntos sobre Shemsi Beqiri en su ciudad natal de Gorizia. Luchó hasta un empate con el tres veces campeón del Estadio Lumpinee, Pinsinchai, en Bolonia, Italia, el 10 de abril de 2005, pero pronto volvió a la columna de victorias y derrotó a Olivier Tchétché por nocaut técnico en el segundo asalto en un WMC Intercontinental Welterweight (-66,7 kg/147 lb)  en Nova Gorica, Eslovenia el 25 de junio de 2005.
Luego, Petrosyan viajó a Tailandia para entrenar y visitó el gimnasio WMC Samui en Ko Samui y Tor. Silachai en Nakhon Ratchasima. Detuvo al luchador tailandés Petch con una patada baja en la tercera ronda en el estadio Phetch Buncha Samui en Ko Samui en febrero de 2006 antes de regresar a Italia para competir en el torneo italiano de cuatro hombres Extreme IV en Módena el 1 de abril de 2006, en el que corrió. , acabando con ambos oponentes en la primera ronda. Derribó a Richard Barnhill con un gancho de izquierda antes de derribarlo con una patada baja en las semifinales y tuvo una actuación casi idéntica en la final cuando despachó a Roel Rink con una patada en la pierna poco después de derribarlo con un gancho de derecha. Esta también marcó la tercera pelea consecutiva en la que Petrosyan detuvo a sus oponentes con patadas bajas. Se convirtió en campeón mundial por primera vez el 10 de junio de 2006, al noquear a Benito Caupain con una patada alta en el primer asalto para ganar el vacante Campeonato Mundial de Muay Thai de -66,7 kg/147 lb de la Kombat League en Nova Gorica. Continuaría defendiendo con éxito este título tres veces antes de fin de año; Nocaut técnico a Johnny Tancray en la cuarta ronda en Cerdeña, Italia, el 5 de agosto, nocaut a Frankie Hudders en la segunda ronda en Pordenone, Italia, el 5 de septiembre y victoria por decisión unánime sobre Imro Main en Enschede, Países Bajos, el 19 de noviembre.
Al ascender al peso mediano, Petrosyan marcó su llegada a la categoría de peso que dominaría al ganar el torneo de ocho hombres de 72 kg/158 lb en Janus Fight Night 2006 en Padua, Italia, el 2 de diciembre de 2006. una victoria por decisión unánime contra Cédric Muller en cuartos de final y nocaut técnico a Frane Radnić en semifinales, derribándolo dos veces en el primer asalto con un centro de izquierda al plexo solar, antes de vencer a Marco Piqué por otra decisión unánime en la final.

### Primera derrota y posterior avance en el kickboxing (2007-2008)
Petrosyan peleó en el histórico Estadio Lumpinee en Bangkok, Tailandia, por primera vez el 23 de enero de 2007, donde también sufrió la primera derrota de su carrera, cayendo por decisión ante Nonthanan Por. Pramuk. En una entrevista, Petrosyan dijo que los promotores le exigieron que bebiera dos litros más de agua después de pesar 70 kg, dos kilogramos menos que el peso acordado de 72 kg. La bebida que le dieron a Petrosyan le provocó calambres estomacales y le hizo muy difícil luchar, aunque decidió seguir adelante de todos modos. Después de la pelea, Nonthanan se retiró, poniendo fin rápidamente a la posibilidad de una revancha.
Pudo recuperarse de esta derrota registrando victorias consecutivas, un nocaut técnico en el tercer asalto ante Sadio Cissoko el 17 de marzo de 2007 y una decisión unánime sobre Arslan Magomedov el 14 de abril de 2007 en K-1 Italia. Oktagon 2007, ambas peleas se llevarán a cabo en Milán, Italia. A partir de ahí, se le ofreció la pelea más importante de su carrera en ese momento cuando reemplazó a John Wayne Parr, quien se retiró después de lesionarse las costillas entrenando con Nathan Corbett, para desafiar a Buakaw Por. Pramuk por su campeonato mundial de peso mediano junior del WMC (-69,8 kg/154 lb) en K-1 Fighting Network Scandinavian Qualification 2007 en Estocolmo, Suecia, el 19 de mayo de 2007. Después de cinco asaltos, la pelea fue declarada empate dividido y, en consecuencia, Buakaw retuvo su título.

### ONE Championship (2018–Presente)
En abril de  2018, Petrosyan firmó con ONE Championship. Petrosyan enfrentó a Jo Nattawut en ONE: Heroes of Honor en Manila, Filipinas. Ganó la pelea por decisión unánime.
Petrosyan regresó en noviembre en ONE: Heart Of a Lion, enfrentando al campeón de Muay Thai de Lumpinee Stadium Sorgraw Petchyindee Academy. Ganó la pelea por decisión unánime.
Petrosyan regresó en febrero de 2019, compitiendo por segunda vez en la promoción de su hermano, PetrosyanMania. Defendió exitosamente su Campeonato Mundial de Peso Súper Wélter de ISKA contra el japonés Atsushi Tamefusa.
En los cuartos de final del Grand Prix, enfrentó a Phetmorakot Petchyindee Academy el 17 de mayo de 2019, en ONE Championship: Enter the Dragon. Petrosyan perdió una decisión dividida pero el resultado fue cambiado a no sin resultado debido al clinch realizado y una revancha tuvo lugar en ONE Championship: Masters of Destiny. El 12 de julio de 2019, Petrosyan derrotó a Phetmorakot por decisión unánime avanzando a las semifinales del Grand Prix, donde fue programado para enfrentar a Jo Nattawut por segunda vez. El 16 de agosto de 2019, Petrosyan derrotó a Jo Nattawut por KO en el primer asalto en ONE Championship: Dreams of Gold. Avanzó a la Final del Grand Prix de Peso Pluma de Kickboxing de ONE, donde se enfrentó a Samy Sana en ONE Championship: Century.
El 13 de octubre de 2019, Petrosyan derrotó a Samy Sana por decisión unánime en la Final del Grand Prix para convertirse en el Campeón Inaugural del Grand Prix de Kickboxing de Peso Pluma de ONE, además de ganar un premio en dinero de $1 millón.
Petrosyan enfrentó al ex-campeón de Glory y Kunlun Fight Davit Kiria, quien hacía su debut en ONE, en ONE Championship: Fists Of Fury el 26 de febrero de 2021. Petrosyan ganó la pelea por decisión unánime.
Petrosyan enfrentó a Superbon Banchamek por el Campeonato Inaugural de Kickboxing de Peso Pluma de ONE en ONE Championship: First Strike el 15 de octubre de 2021. Petrosyan, el fuerte favorito, perdió por nocaut en el segundo asalto, sufriendo la primera derrota desde 2013 y sólo el segundo nocaut de su carrera.
Petrosyan estaba programado para enfrentar a Sayfullakh Khambakhadov for el Campeonato de Peso Súper Wélter de ISKA en PetrosyanMania el 4 de diciembre de 2021. Sin embargo, el evento fue pospuesto por una lesión de Petrosyan y fue reagendado para llevarse a cabo el 30 de abril de 2022. Khambakhadov fue reemplazado por Fatih Aydin. Petrosyan ganó la pelea por TKO en el segundo asalto.

## Campeonatos y logros

### Kickboxing
- ONE Championship
  - Campeón del Grand Prix de Kickboxing de Peso Pluma de ONE de 2019
- BloodyElbow.com
  - Kickboxer del Año 2011[32]
- W5 World Champion
  - Campeón Mundial de -71 kg World version W5
- Glory
  - Campeón del Torneo Slam de 70kg de Glory
- Hero Legends
  - Campeonato de -70 kg de Hero Legends
- International Sport Karate Association
  - Campeonato Mundial de K-1 de Peso Súpero Wélter de ISKA
    - Una defensa titular exitosa
- Italian Extreme
  - Campeonato del Torne de Italian Extreme IV
- Janus Fight Night
  - Campeonato del Torneo de 158 lbs de JFN de 2006
  - Campeonato del Troneo de 158 lbs de JFN de 2007
- K-1
  - Campeonato del Torneo de -70 kg de K-1 World MAX de 2009
  - Campeonato del Torneo de -70 kg de K-1 World MAX de 2010
- Kombat League
  - Campeonato de Muay Thai de -147 lbs de KL (Una vez)
    - Tres defensas titulares exitosas
- LiverKick.com
  - Peleador del Año 2012[33]
- Muay Thai Association
  - Campeonato Italiano de MTA (Una vez)
  - Campeonato Europe de -65 kg de MTA (Una vez)
    - Una defensa titular exitosa
- World Kickboxing Network
  - Campeonato Oriental Intercontinental de Peso Wélter de WKN (Una vez)
    - Una defensa titular exitosa
- World Muaythai Council
  - Campeonato Intercontinental de Peso Wélter de WMC (Una vez)

## Récord en Kickboxing y Muay Thai
| Récord en Kickboxing y Muay Thai                                                                       | Récord en Kickboxing y Muay Thai | Récord en Kickboxing y Muay Thai | Récord en Kickboxing y Muay Thai                                                 | Récord en Kickboxing y Muay Thai | Récord en Kickboxing y Muay Thai     | Récord en Kickboxing y Muay Thai | Récord en Kickboxing y Muay Thai |
| --- | -------------------------------- | -------------------------------- | -------------------------------------------------------------------------------- | -------------------------------- | ------------------------------------ | -------------------------------- | -------------------------------- |
| 114 Victorias (28 (T)KOs), 3 Derrotas, 2 Empates, 2 Sin Resultados                                     |                                  |                                  |                                                                                  |                                  |                                      |                                  |                                  |
| FechaE                                                                                                 | Resultado                        | Oponente                         | Evento                                                                           | Localización                     | Método                               | Ronda                            | Tiempo                           |
| 18-05-2024                                                                                             |                                  | Sergio Sanchez                   | PetrosyanMania GOLD EDITION                                                      | Milán, Italia                    |                                      |                                  |                                  |
| Por el Campeonato de Peso Superwélter de K-1 de WAKO PRO.                                              |                                  |                                  |                                                                                  |                                  |                                      |                                  |                                  |
| 2022-04-30                                                                                             | Win                              | Fatih Aydin                      | PetrosyanMania GOLD EDITION                                                      | Milan, Italy                     | TKO (Referee stoppage)               | 2                                |                                  |
| 2021-10-15                                                                                             | Loss                             | Superbon Banchamek               | ONE Championship: First Strike                                                   | Kallang, Singapore               | KO (Right High Kick)                 | 2                                | 0:20                             |
| For the inaugural ONE Kickboxing Featherweight Championship.                                           |                                  |                                  |                                                                                  |                                  |                                      |                                  |                                  |
| 2021-02-26                                                                                             | Win                              | Davit Kiria                      | ONE Championship: Fists Of Fury                                                  | Kallang, Singapore               | Decision (Unanimous)                 | 3                                | 3:00                             |
| 2020-02-01                                                                                             | Win                              | Gaetan Dambo                     | Petrosyanmania: Gold Edition                                                     | Milan, Italy                     | Decision (Unanimous)                 | 5                                | 3:00                             |
| Retains ISKA Super Welterweight (-70 kg/154 lb) K-1 Rules World Championship.(2)                       |                                  |                                  |                                                                                  |                                  |                                      |                                  |                                  |
| 2019-10-13                                                                                             | Win                              | Samy Sana                        | ONE Championship 100: Century                                                    | Tokyo, Japan                     | Decision (Unanimous)                 | 3                                | 3:00                             |
| Kickboxing Featherweight Grand-Prix Finals – Wins ONE Kickboxing Featherweight World Grand Prix Title. |                                  |                                  |                                                                                  |                                  |                                      |                                  |                                  |
| 2019-08-16                                                                                             | Win                              | Jo Nattawut                      | ONE Championship 98: Dreams of Gold, Featherweight Grand-Prix Semi-Finals        | Bangkok, Thailand                | KO (Punch)                           | 1                                | 2:44                             |
| 2019-07-12                                                                                             | Win                              | Phetmorakot Petchyindee Academy  | ONE Championship 96: Masters of Destiny, Featherweight Grand-Prix Quarter-Finals | Kuala Lumpur, Malaysia           | Decision (Unanimous)                 | 3                                | 3:00                             |
| 2019-05-17                                                                                             | NC                               | Phetmorakot Petchyindee Academy  | ONE Championship 94: Enter the Dragon                                            | Kallang, Singapore               | No contest                           | 3                                | 3:00                             |
| Originally a split decision loss overturned due to illegal clinching.                                  |                                  |                                  |                                                                                  |                                  |                                      |                                  |                                  |
| 2019-02-16                                                                                             | Win                              | Atsushi Tamefusa                 | Petrosyan Mania                                                                  | Italy                            | TKO (Referee Stoppage/Hooks)         | 1                                | 2:40                             |
| Retains ISKA Super Welterweight (-70 kg/154 lb) K-1 Rules World Championship.(1)                       |                                  |                                  |                                                                                  |                                  |                                      |                                  |                                  |
| 2018-11-09                                                                                             | Win                              | Sorgraw Petchyindee              | ONE Championship 81: Heart of the Lion                                           | Kallang, Singapore               | Decision (Unanimous)                 | 3                                | 3:00                             |
| 2018-07-14                                                                                             | Win                              | Chingiz Allazov                  | Bellator Kickboxing 10                                                           | Rome, Italy                      | Decision (Unanimous)                 | 5                                | 3:00                             |
| 2018-04-20                                                                                             | Win                              | Jo Nattawut                      | ONE Championship 69: Heroes of Honor                                             | Manila, Philippines              | Decision (Unanimous)                 | 3                                | 3:00                             |
| 2017-10-14                                                                                             | Win                              | Chris Ngimbi                     | Petrosyan Mania                                                                  | Monza, Italy                     | Decision (unanimous)                 | 5                                | 3:00                             |
| Wins the vacant ISKA Super Welterweight (-70 kg/154 lb) K-1 Rules World Championship.                  |                                  |                                  |                                                                                  |                                  |                                      |                                  |                                  |
| 2017-04-08                                                                                             | Win                              | Amansio Paraschiv                | Bellator Kickboxing 5 at Bellator 176                                            | Torino, Italy                    | Decision (unanimous)                 | 3                                | 3:00                             |
| 2017-02-18                                                                                             | Win                              | Artem Pashporin                  | W5 Grand Prix KITEK XXXIX                                                        | Moscow, Russia                   | Decision (unanimous)                 | 5                                | 3:00                             |
| Wins the W5 World Championship Title (-71 kg).                                                         |                                  |                                  |                                                                                  |                                  |                                      |                                  |                                  |
| 2016-12-10                                                                                             | Win                              | Jordan Watson                    | Bellator Kickboxing 4 at Bellator 168                                            | Florence, Italy                  | TKO (Referee Stoppage)               | 3                                | 0:52                             |
| 2016-04-16                                                                                             | Win                              | Ravy Brunow                      | Oktagon 2016: Turin                                                              | Turin, Italy                     | Decision (unanimous)                 | 3                                | 3:00                             |
| 2016-01-23                                                                                             | Win                              | Jiao Fukai                       | Wu Lin Feng 2016: World Kickboxing Championship in Shanghai                      | Shanghai, China                  | TKO (Towel Throw)                    | 3                                | 3:00                             |
| 2015-11-06                                                                                             | Win                              | Josh Jauncey                     | Glory 25: Milan                                                                  | Monza, Italy                     | Decision (unanimous)                 | 3                                | 3:00                             |
| 2015-08-28                                                                                             | Win                              | Xu Yan                           | Hero Legends                                                                     | Dunhuang, China                  | KO (left knee to the body)           | 3                                | 1:17                             |
| Wins the Hero Legends -70kg Championship.                                                              |                                  |                                  |                                                                                  |                                  |                                      |                                  |                                  |
| 2015-04-11                                                                                             | Win                              | Enriko Kehl                      | Oktagon 2015: 20 Years Edition                                                   | Milan, Italy                     | Decision (majority)                  | 3                                | 3:00                             |
| 2015-01-24                                                                                             | Win                              | Erkan Varol                      | Thai Boxe Mania 2015                                                             | Turin, Italy                     | Decision (unanimous)                 | 3                                | 3:00                             |
| 2013-11-23                                                                                             | Loss                             | Andy Ristie                      | Glory 12: New York - Lightweight World Championship Tournament, Semi Finals      | New York City, New York, USA     | KO (left uppercut)                   | 3                                | 0:43                             |
| 2013-04-20                                                                                             | Win                              | Hafid El Boustati                | Glory 7: Milan                                                                   | Milan, Italy                     | Decision (unanimous)                 | 3                                | 3:00                             |
| 2013-03-02                                                                                             | Win                              | Ole Laursen                      | Gotti Promotions                                                                 | Trieste, Italy                   | KO (left high kick)                  | 1                                | 1:13                             |
| 2012-11-03                                                                                             | Win                              | Robin van Roosmalen              | Glory 3: Rome - 70 kg Slam Tournament, Final                                     | Rome, Italy                      | Decision (unanimous)                 | 3                                | 3:00                             |
| Wins the Glory 70kg Slam Tournament.                                                                   |                                  |                                  |                                                                                  |                                  |                                      |                                  |                                  |
| 2012-11-03                                                                                             | Win                              | Davit Kiria                      | Glory 3: Rome - 70 kg Slam Tournament, Semi Finals                               | Rome, Italy                      | Decision (unanimous)                 | 3                                | 3:00                             |
| 2012-11-03                                                                                             | Win                              | Ky Hollenbeck                    | Glory 3: Rome - 70 kg Slam Tournament, Quarter Finals                            | Rome, Italy                      | TKO (knee injury)                    | 2                                | 0:34                             |
| 2012-05-26                                                                                             | Win                              | Fabio Pinca                      | Glory 1: Stockholm - 70 kg Slam Tournament, First Round                          | Stockholm, Sweden                | Decision (unanimous)                 | 3                                | 3:00                             |
| 2012-03-24                                                                                             | Win                              | Artur Kyshenko                   | Oktagon 2012                                                                     | Milan, Italy                     | Decision (unanimous)                 | 3                                | 3:00                             |
| 2012-01-21                                                                                             | Win                              | Abraham Roqueñi                  | Yokkao Extreme 2012                                                              | Milan, Italy                     | Decision (unanimous)                 | 3                                | 3:00                             |
| 2011-11-12                                                                                             | Win                              | Zeben Díaz                       | It's Showtime 53                                                                 | Tenerife, Spain                  | Decision (split)                     | 3                                | 3:00                             |
| 2011-07-18                                                                                             | Win                              | Hinata                           | REBELS 8 & It's Showtime Japan Countdown-1                                       | Tokyo, Japan                     | Decision (unanimous)                 | 3                                | 3:00                             |
| 2011-05-14                                                                                             | NC                               | Chahid Oulad El Hadj             | It's Showtime 2011 Lyon                                                          | Lyon, France                     | No contest (Low Blow)                | 3                                | 1:05                             |
| 2011-03-12                                                                                             | Win                              | Cosmo Alexandre                  | Fight Code: Dragon Series 2011 - Round 2                                         | Milan, Italy                     | Decision (unanimous)                 | 3                                | 3:00                             |
| 2011-01-29                                                                                             | Win                              | Sudsakorn Sor Klinmee            | Thai Boxe Mania 2011                                                             | Turin, Italy                     | Decision (unanimous)                 | 3                                | 3:00                             |
| 2010-11-08                                                                                             | Win                              | Yoshihiro Sato                   | K-1 World MAX 2010 World Championship Tournament Final, Final                    | Tokyo, Japan                     | Decision (unanimous)                 | 3                                | 3:00                             |
| Wins the K-1 World MAX 2010 World Championship Tournament (-70 kg/154 lb) Championship.                |                                  |                                  |                                                                                  |                                  |                                      |                                  |                                  |
| 2010-11-08                                                                                             | Win                              | Mike Zambidis                    | K-1 World MAX 2010 World Championship Tournament Final, Semi Finals              | Tokyo, Japan                     | Decision (unanimous)                 | 3                                | 3:00                             |
| 2010-11-08                                                                                             | Win                              | Albert Kraus                     | K-1 World MAX 2010 World Championship Tournament Final, Quarter Finals           | Tokyo, Japan                     | Decision (unanimous)                 | 3                                | 3:00                             |
| 2010-10-03                                                                                             | Win                              | Vitaly Gurkov                    | K-1 World MAX 2010 in Seoul World Championship Tournament Final 16, First Round  | Seoul, South Korea               | Decision (unanimous)                 | 3                                | 3:00                             |
| 2010-03-13                                                                                             | Win                              | Kem Sitsongpeenong               | Oktagon presents: It's Showtime 2010                                             | Milan, Italy                     | Decision (unanimous)                 | 3                                | 3:00                             |
| 2010-01-30                                                                                             | Win                              | Mohamed Diaby                    | Campionato Mondiale Thai Boxe                                                    | Turin, Italy                     | TKO (corner stoppage)                | 2                                | 2:35                             |
| Retains the WKN Intercontinental Welterweight (-69.9 kg/154 lb) Oriental Championship.                 |                                  |                                  |                                                                                  |                                  |                                      |                                  |                                  |
| 2009-10-26                                                                                             | Win                              | Andy Souwer                      | K-1 World MAX 2009 World Championship Tournament Final, Final                    | Yokohama, Japan                  | Decision (unanimous)                 | 3                                | 3:00                             |
| Wins the K-1 World MAX 2009 World Championship Tournament (-70 kg/154 lb) Championship.                |                                  |                                  |                                                                                  |                                  |                                      |                                  |                                  |
| 2009-10-26                                                                                             | Win                              | Yuya Yamamoto                    | K-1 World MAX 2009 World Championship Tournament Final, Semi Finals              | Yokohama, Japan                  | KO (right hook)                      | 1                                | 2:09                             |
| 2009-07-13                                                                                             | Win                              | Albert Kraus                     | K-1 World MAX 2009 World Championship Tournament Final 8, Quarter Finals         | Tokyo, Japan                     | Decision (unanimous)                 | 3                                | 3:00                             |
| 2009-05-16                                                                                             | Win                              | Faldir Chahbari                  | It's Showtime 2009 Amsterdam                                                     | Amsterdam, Netherlands           | Decision (unanimous)                 | 3                                | 3:00                             |
| 2009-04-21                                                                                             | Win                              | Dzhabar Askerov                  | K-1 World MAX 2009 World Championship Tournament Final 16, First Round           | Fukuoka, Japan                   | KO (left knee to the body)           | 3                                | 0:49                             |
| 2009-03-14                                                                                             | Win                              | Andy Souwer                      | Oktagon presents: It's Showtime 2009                                             | Milan, Italy                     | Extension round decision (unanimous) | 4                                | 3:00                             |
| 2009-01-31                                                                                             | Win                              | David Javakhia                   | Campionato Mondiale Thai Boxe                                                    | Turin, Italy                     | KO (left body kick)                  | 1                                | 1:44                             |
| Wins the WKN Intercontinental Welterweight (-69.9 kg/154 lb) Oriental Championship.                    |                                  |                                  |                                                                                  |                                  |                                      |                                  |                                  |
| 2008-11-29                                                                                             | Win                              | Warren Stevelmans                | It's Showtime 2008 Eindhoven                                                     | Eindhoven, Netherlands           | Decision (unanimous)                 | 3                                | 3:00                             |
| 2008-11-08                                                                                             | Win                              | Naruepol Fairtex                 | Janus Fight Night: The Legend                                                    | Padua, Italy                     | Decision (unanimous)                 | 5                                | 3:00                             |
| 2008-06-28                                                                                             | Win                              | Rafik Bakkouri                   | Thai Boxe Abano GP 2008                                                          | Abano Terme, Italy               | KO (right hook)                      | 1                                | 2:17                             |
| 2008-05-24                                                                                             | Win                              | Çağrı Ermiş                      | Gentleman Promotions Fightnight                                                  | Tilburg, Netherlands             | Decision (unanimous)                 | 5                                | 3:00                             |
| 2008-04-26                                                                                             | Win                              | Chris Ngimbi                     | K-1 World Grand Prix 2008 in Amsterdam                                           | Amsterdam, Netherlands           | Decision (unanimous)                 | 3                                | 3:00                             |
| 2008-04-12                                                                                             | Win                              | Mikel Colaj                      | K-1 Italy Oktagon 2008                                                           | Milan, Italy                     | TKO (referee stoppage)               | 5                                | 1:55                             |
| 2008-03-15                                                                                             | Win                              | Luís Reis                        | Balans: It's Showtime 75MAX Trophy Final 2008                                    | 's-Hertogenbosch, Netherlands    | Decision (unanimous)                 | 3                                | 3:00                             |
| 2007-11-24                                                                                             | Win                              | Marco Piqué                      | Janus Fight Night 2007, Final                                                    | Padua, Italy                     | Decision (unanimous)                 | 3                                | 3:00                             |
| Wins the Janus Fight Night 2007 -72 kg/158 lb Tournament Championship.                                 |                                  |                                  |                                                                                  |                                  |                                      |                                  |                                  |
| 2007-11-24                                                                                             | Win                              | Abdallah Mabel                   | Janus Fight Night 2007, Semi Finals                                              | Padua, Italy                     | Decision (unanimous)                 | 3                                | 3:00                             |
| 2007-11-24                                                                                             | Win                              | José Reis                        | Janus Fight Night 2007, Quarter Finals                                           | Padua, Italy                     | Decision (unanimous)                 | 3                                | 3:00                             |
| 2007-10-13                                                                                             | Win                              | Behrouz Rastagar                 | Battle of Arnhem 6                                                               | Arnhem, Netherlands              | KO                                   | 1                                |                                  |
| 2007-07-27                                                                                             | Win                              | Abdallah Mabel                   | Serata Muaythai Gala                                                             | Trieste, Italy                   | TKO (left cross)                     | 5                                | 1:50                             |
| 2007-05-26                                                                                             | Win                              | Abdallah Mabel                   | Muay Thai Event in Padova                                                        | Padua, Italy                     | Decision (unanimous)                 | 3                                | 3:00                             |
| 2007-05-19                                                                                             | Draw                             | Buakaw Por. Pramuk               | K-1 Fighting Network Scandinavian Qualification 2007                             | Stockholm, Sweden                | Draw (split)                         | 5                                | 3:00                             |
| For the WMC World Junior Middleweight (-69.8 kg/154 lb) Championship.                                  |                                  |                                  |                                                                                  |                                  |                                      |                                  |                                  |
| 2007-04-14                                                                                             | Win                              | Arslan Magomedov                 | K-1 Italy Oktagon 2007                                                           | Milan, Italy                     | Decision (unanimous)                 | 5                                | 3:00                             |
| 2007-03-17                                                                                             | Win                              | Sadio Cissoko                    | King of Kings                                                                    | Milan, Italy                     | TKO (left hook)                      | 3                                |                                  |
| 2007-01-23                                                                                             | Loss                             | Nonthanan Por.Pramuk             | Por. Pramuk Fights, Lumpinee Stadium                                             | Bangkok, Thailand                | Decision (unanimous)                 | 5                                | 3:00                             |
| 2006-12-02                                                                                             | Win                              | Marco Piqué                      | Janus Fight Night 2006, Final                                                    | Padua, Italy                     | Decision (unanimous)                 | 3                                | 3:00                             |
| Wins the Janus Fight Night 2006 -72 kg/158 lb Tournament Championship.                                 |                                  |                                  |                                                                                  |                                  |                                      |                                  |                                  |
| 2006-12-02                                                                                             | Win                              | Frane Radnić                     | Janus Fight Night 2006, Semi Finals                                              | Padua, Italy                     | TKO (left cross to the body)         | 1                                | 2:32                             |
| 2006-12-02                                                                                             | Win                              | Cédric Muller                    | Janus Fight Night 2006, Quarter Finals                                           | Padua, Italy                     | Decision (unanimous)                 | 3                                | 3:00                             |
| 2006-11-19                                                                                             | Win                              | Imro Main                        | Rings Kickboxing Gala                                                            | Enschede, Netherlands            | Decision (unanimous)                 | 5                                | 3:00                             |
| Retains the Kombat League World -66.7 kg/147 lb Muay Thai Championship.                                |                                  |                                  |                                                                                  |                                  |                                      |                                  |                                  |
| 2006-09-12                                                                                             | Win                              | Frankie Hudders                  | Kombat League                                                                    | Pordenone, Italy                 | KO                                   | 2                                |                                  |
| Retains the Kombat League World -66.7 kg/147 lb Muay Thai Championship.                                |                                  |                                  |                                                                                  |                                  |                                      |                                  |                                  |
| 2006-08-05                                                                                             | Win                              | Johnny Tancray                   | The Night of Superfights                                                         | Sardinia, Italy                  | TKO                                  | 4                                |                                  |
| Retains the Kombat League World -66.7 kg/147 lb Muay Thai Championship.                                |                                  |                                  |                                                                                  |                                  |                                      |                                  |                                  |
| 2006-06-10                                                                                             | Win                              | Benito Caupain                   | S-1 Muay Thai Middle Europe Tournament                                           | Nova Gorica, Slovenia            | KO (left high kick)                  | 1                                | 2:46                             |
| Wins the Kombat League World -66.7 kg/147 lb Muay Thai Championship.                                   |                                  |                                  |                                                                                  |                                  |                                      |                                  |                                  |
| 2006-04-01                                                                                             | Win                              | Roel Rink                        | Italian Extreme IV, Final                                                        | Modena, Italy                    | TKO (left low kick)                  | 1                                | 1:11                             |
| Wins the Italian Extreme IV Tournament Championship.                                                   |                                  |                                  |                                                                                  |                                  |                                      |                                  |                                  |
| 2006-04-01                                                                                             | Win                              | Richard Barnhill                 | Italian Extreme IV, Semi Finals                                                  | Modena, Italy                    | KO (left low kick)                   | 1                                | 1:45                             |
| 2006-02-00                                                                                             | Win                              | Petch                            | Phetch Buncha Samui Stadium                                                      | Ko Samui, Thailand               | KO (left low kick)                   | 3                                | 0:13                             |
| 2006-01-14                                                                                             | Win                              | Mohamed Bourkhis                 | The Night of Superfights III                                                     | Villebon, France                 | Decision (unanimous)                 | 5                                | 3:00                             |
| 2005-10-22                                                                                             | Win                              | Tarik Benfkih                    | The Night of Superfights II                                                      | Villebon, France                 | TKO (left low kick)                  | 2                                |                                  |
| 2005-06-25                                                                                             | Win                              | Olivier Tchétché                 |                                                                                  | Nova Gorica, Slovenia            | TKO (referee stoppage)               | 2                                |                                  |
| Wins the WMC Intercontinental Welterweight (-66.7 kg/147 lb) Championship.                             |                                  |                                  |                                                                                  |                                  |                                      |                                  |                                  |
| 2005-04-30                                                                                             | Win                              | Gaetan Ferre                     | Muaythai Mondiale a Trieste                                                      | Trieste, Italy                   | KO (left elbow)                      | 4                                |                                  |
| 2005-04-10                                                                                             | Draw                             | Thailand Pinsinchai              | Bologna Fight Night                                                              | Bologna, Italy                   | Decision                             | 5                                | 3:00                             |
| 2005-02-00                                                                                             | Win                              | Shemsi Beqiri                    | Gotti Promotions                                                                 | Gorizia, Italy                   | Decision                             | 5                                |                                  |
| Retains the MTA European -65 kg/143 lb Championship.                                                   |                                  |                                  |                                                                                  |                                  |                                      |                                  |                                  |
| 2004-07-17                                                                                             | Win                              | Anis Kabouri                     | France vs. Italy                                                                 | Italy                            | TKO                                  | 2                                |                                  |
| 2004-00-00                                                                                             | Win                              | Fabio Pinca                      |                                                                                  |                                  | Decision                             | 5                                | 3:00                             |
| Wins the MTA European -65 kg/143 lb Championship.                                                      |                                  |                                  |                                                                                  |                                  |                                      |                                  |                                  |
| 2004-00-00                                                                                             | Win                              | Tavenlek                         | Thailand vs. Europe                                                              | Trieste, Italy                   | Decision (unanimous)                 | 5                                | 3:00                             |
| 2004-00-00                                                                                             | Win                              | Supan                            |                                                                                  | Trieste, Italy                   | KO                                   | 2                                |                                  |
| 2003-11-09                                                                                             | Win                              | Gionata Zarbo                    | Thaiboxing in Trieste                                                            | Trieste, Italy                   | KO                                   | 3                                |                                  |
| Wins the MTA Italian Championship.                                                                     |                                  |                                  |                                                                                  |                                  |                                      |                                  |                                  |
| 2003-06-00                                                                                             | Win                              | Patrik Carta                     | Thaiboxing Gala in Mestre                                                        | Mestre, Italy                    | KO                                   | 1                                |                                  |
| 2003-04-00                                                                                             | Win                              | Riccardo Cumani                  | La Bangkok Italiana                                                              | Trieste, Italy                   | Decision                             | 5                                | 2:00                             |
| 2003-00-00                                                                                             | Win                              | Mickaël Lallemand                |                                                                                  |                                  | TKO                                  | 2                                |                                  |